# Старобърненски манастир
Старобърненският манастир (на чешки: Starobrněnský klášter) е основан като цистерциански манастир през 1323 г. от кралицата на Чехия и Полша, вдовицата Елишка Рейчка, която е погребана там заедно със своя роднина, управителя на Моравия, Индржих от Липе.
Земята за построяването на манастира Елишка получава от крал Ян Люксембургски, който ѝ подарява имота си в Бърно. През 1333 г. към манастира е добавена болница. Манастирът е строен в продължение на 50 години, така че Елишка не доживява довършването му.
През 1782 г. имотът попада под управлението на държавата. Следващата година е предаден на августинците в замяна на сградата на първоначалния августински манастир „Св. Томаш“ на днешния Моравски площад. Оттогава в Старобърненския манастир функционира августинското абатство Свети Томаш.

## Църква „Успение Богородично“
Част от манастира е готическата църква „Успение Богородично“. Тя е построена от тухли (в силезийски стил) на мястото, където от 10 век се е издигала романската църква „Дева Мария“. Под пода на храма, на мястото, означено с корона и буквата Е, се намира гробницата на Елишка Рейчка. Храмът и сградата на абатството са променени в стил барок от Моржиц Грим.

## Августинско старобърненско абатство
Орденът на августинците се установява в Бърно през 1344 г., с подкрепата на моравския маркграф Йохан Хайнрих. На 2 февруари 1350 г. той основава в Бърно манастира с храма „Св. Томаш“, което е утвърдено в годината на завършването на иконостаса (1356) и от папа Инокентий VI. Храмът е замислен като място за съхранение на тленните останки на моравските маркграфове и в него е погребан сина на Йохан – маркграф и римски крал Йобст от Моравия. Император Карл IV подарява на брат си Йохан картина от византийско-италиански произход – Черната Мадона, която е запазена и до днес на главния олтар.
Манастирът е построен извън града точно до средновековните градски стени, но при разширяване на укрепленията става част от него. За значението на манастира в Моравия и в рамките на ордена свидетелства факта, че през 18 век той получава специално папско право.
Августинският манастир е силно засегнат от реформите на император Йозеф II, но значението на манастира го защитава от закриване. Императорът и моравски маркграф Йозеф II в действителност, с декрет от 15 март 1783 г., заповядва на августинците да напуснат манастира, който след това е използван за установяването на моравската политическа власт (служи като губернаторски дворец, който по-късно е преместен в днешната „Моравска галерия“).
В замяна августинците получават сградите на закрития цистерциански манастир с църквата Успение „Богородично“. Манастирът се намира на Мендловия площад и до днес. На 6 октомври 1987 г., с апостолическо писмо, папа Йоан Павел II дава на църквата титлата „Малка базилика“. В манастира днес се помещава музея на Мендел на Масариковия университет, с изложбата на основателя на генетиката Грегор Йохан Мендел (1822 – 1884), който е игумен на манастира в периода 1868 – 1884 г. Любопитен факт е, че със средства на августинската музикална фондация там получава обучение Леош Яначек, който по-късно работи като диригент на църковния хор. От манастирската пивоварна възниква съвременната пивоварна „Старобърно“. От февруари 2018 г. може да се посети изложбата на новия Музей на старобърненското абатство.
Лукаш Евжен Мартинец, единадесетият игумен на манастира – от 1997 г., поисква временно освобождаване от поста си поради продължителна работа. През януари 2015 г., майсторът на ордена Алехандро Морало одобрява едногодишната му почивка. От 1 февруари 2015 г. Мартинец е освободен от Бърненската епархия и завършва службата си като игумен на Старобърнеския манастир. От тази дата, делегатът Игнасио Лопес, упълномощен от генералната агенция на Августинския орден, поема администрацията на абатството.
От втората половина на 2014 г. в абатството функционира международна общност.
Игумени на Августинското абатство:
- Кирил Франтишек Нап
- Грегор Мендел
- Франтишек Баржина
- Томаш Йозеф Мартинец
- Лукаш Евжен Мартинец